# Rolf Börjesson (konstnär)
Rolf Åke Börjesson, född 30 december 1929 i Västerås, död 23 februari 1996 i Högalids församling, Stockholm, var en svensk tecknare och grafiker.
Börjesson studerade vid Konstfackskolan i Stockholm, Slöjdföreningens skola och Hovedskous målarskola i Göteborg. Han medverkade i ett stort antal internationella samlingsutställningar bland annat i Breford, England, Jakarta, Krakow och Åbo i Sverige medverkade han i utställningar på Göteborgs konsthall och Liljevalchs konsthall i Stockholm. Börjesson är representerad vid Moderna museet och i Gustav VI Adolfs konstsamling.